# Carmen Febres-Cordero de Ballén
Carmen Febres-Cordero de Ballén (Guayaquil, Equador, 1829 - Valparaíso, 22 de febrer de 1893) va ser una escriptora i poetessa equatoriana.

## Biografia
Va néixer a Guayaquil el 1829. Filla del tinent coronel Joaquín Francisco Febres Cordero i de María de Jesús Montoya, va tenir 4 germans. L'any 1853 es va casar amb Aurelio Ballén de Guzmán, amb qui va tenir 3 fills.
Són poques les poesies conegudes d'aquesta autora, però hom afirma totes elles molt meritòries, que segons Manuel Gallegos va escriure en la seva adolescència. Improvisava els versos amb una mètrica ben mesurada, fruit d'un talent ben cultivat. Va escriure, per exemple, A mi esposo ausente, que José Bernardo Suárez considera la més distingida, A una flor i A mi madre, també força destacades, Himno i un poesia dedicada a la seva amiga Ángela Caamaño, les quals van aparèixer a diverses antologies poètiques de l'època, com La guirnalda literaria (1870) o Parnaso ecuatoriano (1879). Als seus poemes hi expressa tendresa i passió, però també sucumbeix al pes de les desil·lusions. Col·laborà amb diversos diaris com La Esperanza, juntament amb altres autores com Dolores Sucre o Rita Lecumberri, al liberal El espejo, creat el 1871, i en la revista El Álbum l'any 1880. Instal·lada a Xile almenys des de 1879, va morir a Valparaíso el 1893.

## Homenatges
Té una carrer dedicat a la ciutat de Quito.